# Нестор Богдановић
Нестор Богдановић био је српски сликар и иконописац из Баната из 19. века.

## Биографија
Нестор Богдановић је насликао икону Крунисање Богородице у цркви села Избиште. 1808. је осликао свод цркве у Великом Средишту.